# Newark and New York Railroad

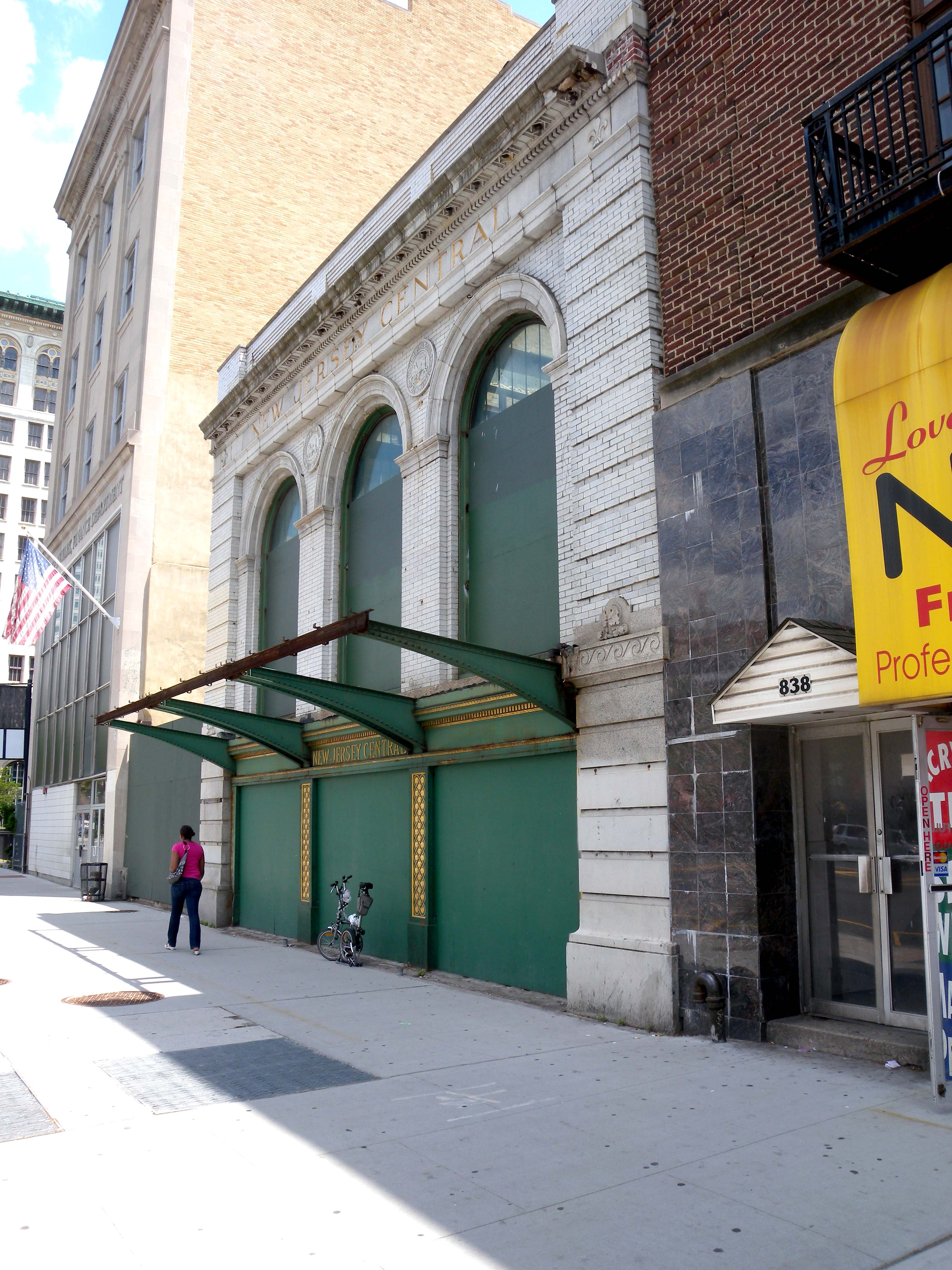
CRRNJ Terminal nära Four Corners i centrala Newark.

Newark and New York Railroad var ett järnvägsbolag som körde passagerare i New Jersey, mellan centrala Newark och Communipaw Terminal över Hackensackfloden och Passaicfloden.

## Historia
23 juli 1869 öppnades linjen mellan centrala Newark och Communipaw Terminal. 1872 öppnade en linje från Newark South till Elizabeth över Newark Bay via bron CRRNJ Newark Bay Bridge. Linjen byggdes för att New Jersey Railroad-linjen mellan Exchange Place och Newark skulle bli avlastad.

## Service
| Stad                       | Station                                                   | Tåg började gå | Tåg slutade gå | Stationens Status                                                            |
| -------------------------- | --------------------------------------------------------- | -------------- | -------------- | ---------------------------------------------------------------------------- |
| New York                   | Liberty Street                                            |                |                |                                                                              |
| New York                   | West 23rd Street                                          |                |                | Pier 63 vid Hudson River Park                                                |
| North River (Hudson River) |                                                           |                |                |                                                                              |
| Jersey City                | Central Railroad of New Jersey Terminal                   | 1864           | 30 april 1967  |                                                                              |
| Jersey City                | Communipaw                                                |                |                | Liberty State Park (HBLR station) ligger precis norr om den gamla stationen. |
| Jersey City                | Pacific Avenue                                            |                |                |                                                                              |
| Jersey City                | Arlington Avenue                                          |                |                | Garfield Avenue (HBLR station)                                               |
| Jersey City                | Jackson Avenue                                            |                |                | Martin Luther King Drive (HBLR station)                                      |
| Jersey City                | West Side Avenue                                          |                |                | West Side Avenue (HBLR station)                                              |
| Jersey City                | Bayfront                                                  |                |                |                                                                              |
| Hackensack River           |                                                           |                |                |                                                                              |
| Kearny                     | Kearny Station                                            |                |                |                                                                              |
| Passaic River              |                                                           |                |                |                                                                              |
| Newark                     | Newark Transfer                                           |                |                |                                                                              |
| Newark                     | East Ferry Street Station                                 |                |                | Spår och station är borttaget                                                |
| Newark                     | Ferry Street                                              |                |                | Spår och station är borttaget                                                |
| Newark                     | Broad Street 40°44′1″N 74°10′16″V / 40.73361°N 74.17111°V |                |                | terminalbyggnaden finns kvar, spår borttaget, nu Prudential Center           |